# 2006 (album)
2006 je studiové album anglické rockové skupiny Manfred Mann's Earth Band, vydané v roce 2004.

## Seznam skladeb
1. "Demons and Dragons" - 3:29
2. "Two Brides" - 1.22
3. "Down in Mexico" - 3:31
4. "Happenstance" (Instrumental) - 3:02
5. "The History of Sexual Jealousy Parts 17 to 24" - (4:46)
6. "Black Eyes" - 2:10
7. "Mars" - 3:56
8. "Get Me Out of This" - 5:35
9. "Frog" - 4:29
10. "Two Friends" - 5:24
11. "Monkmann" - 3:10
12. "Marche Slave" (Instrumental) - 1:42
13. "Independent Woman" - 3:30
14. "Dragons" - 2:01

## Sestava
- Manfred Mann – klávesy, zpěv
- Mick Rogers – kytara
- Geoff Dunn – bicí
- Steve Kinch – baskytara
- Noel McCalla – zpěv

&
- Chris Thompson – zpěv
- Thomas D – zpěv
- Matt Loffstadt – kytara
- Don Freeman – hlasy
- Barbara Thompson – saxofon
- Dean Hart – baskytara, kytara, zpěv
- Hazel Hernandez – zpěv
- Melanie Pappenheim – zpěv
- Arte Chorale – zpěv
- Henry's Eight – zpěv